# Afirmar uma disjunção

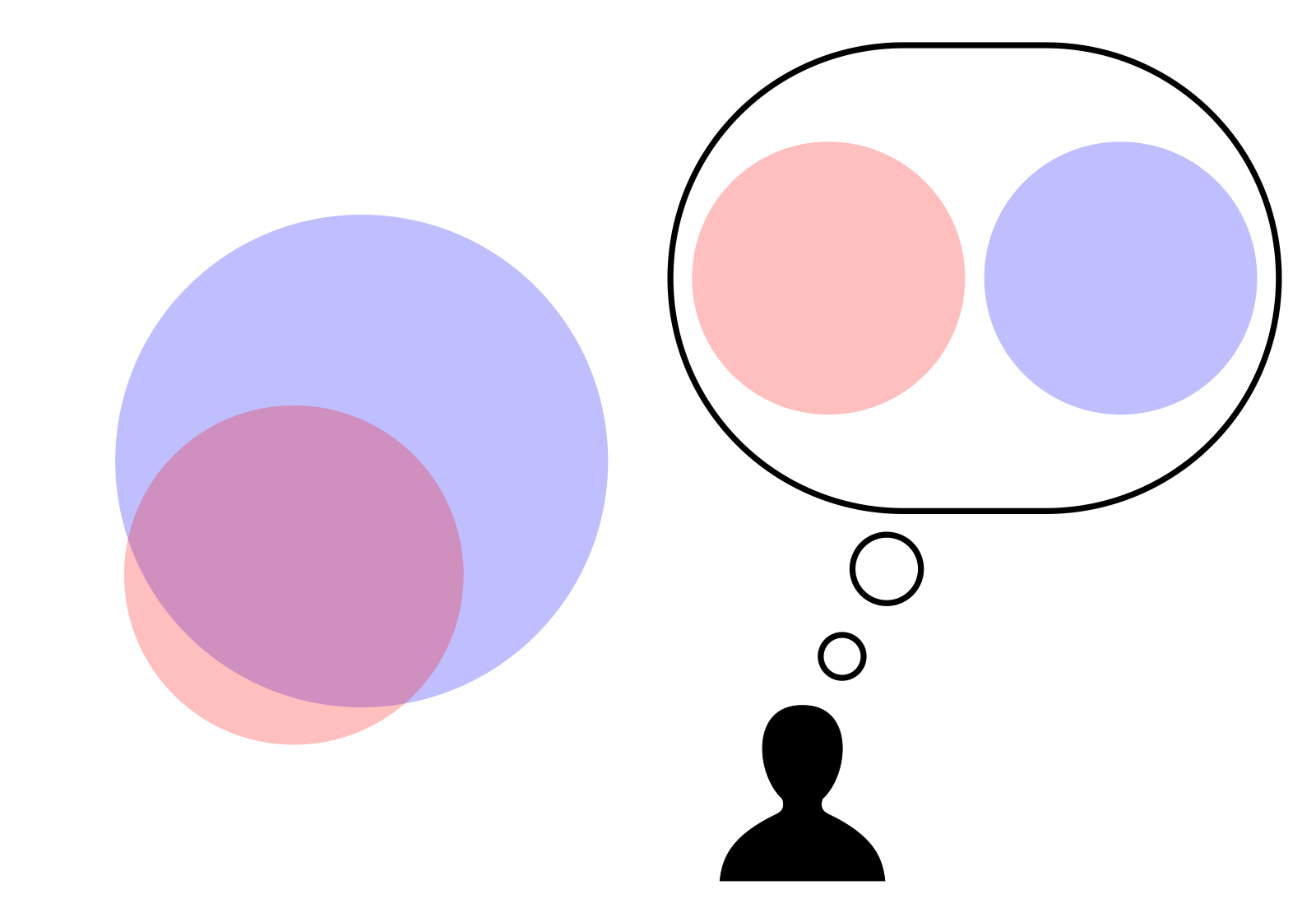
Afirmar uma disjunção é uma falácia

A falácia formal de afirmar uma disjunção também conhecida como a falácia da disjunção alternativa ou uma disjunção exclusionária falsa ocorre quando um argumento dedutivo tem a seguinte forma lógica:
A ou B
A
Portanto, não B
Ou em operadores lógicos:
{\displaystyle p\vee q}
{\displaystyle p}
{\displaystyle {}\vdash {}} ¬ {\displaystyle q}
Onde {\displaystyle {}\vdash {}}denota uma asserção lógica.

## Explicação

Diagrama de Venn para "A ou B", com ou inclusivo (OU)

Diagrama de Venn para "A ou B", com ou exclusivo (XOU)

A falácia reside em concluir que uma disjunção tem de ser falsa porque a outra disjunção é verdadeira; de facto elas podem ambas ser verdadeiras porque "ou" é definido inclusivamente na vez de exclusivamente. É uma falácia de equivocação entre as operações OU e XOU.
Afirmar a disjunção não se deve confundir com o argumento válido conhecido como silogismo disjuntivo.

## Exemplos
O seguinte argumento indica a fragilidade de afirmar uma disjunção:
Max é um mamífero ou Max é um gato.
Max é um mamífero.
Portanto, Max não é um gato.
Esta inferência é frágil porque todos os gatos, por definição são mamíferos.
Um segundo exemplo fornece uma primeira proposição que parece realística e mostra como uma conclusão com falhas óbvias pode surgir sob esta falácia.
Para estar na capa da revista Vogue, um tem que ser uma celebridade ou muito bonito.
A capa deste mês é uma celebridade.
Portanto, esta celebridade não é muito bonita.